# Elia Violi
Elia Violi (Lovere, 4 giugno 1988) è un ex rugbista a 15 italiano, pilone del Calvisano.

## Biografia
Proveniente dalle giovanili del Leonessa, passò a Calvisano nel 2005; nel 2007 si mise in luce a livello internazionale nelle file della Nazionale italiana Under-19.
Titolare dal 2011, quando esordì in prima squadra, si è aggiudicato il titolo di campione d'Italia nel 2012, nel 2014 e nel 2015, oltre al Trofeo Eccellenza nel 2012 e nel 2015.
Il fratello Dario, di 3 anni più grande, è consigliere regionale della Lombardia nelle file del Movimento 5 Stelle ed è stato scelto dagli iscritti del Movimento come candidato presidente per le elezioni regionali che si terranno nel 2018.

## Palmarès
- Campionati italiani: 3
Calvisano: 2011-12, 2013-14, 2014-15
- Trofei Eccellenza : 2
Calvisano: 2011-12, 2014-15